# Зелёный Гай (Львовская область)
Зелёный Гай (укр. Зелений Гай) — село в Городокской городской общине Львовского района Львовской области Украины.
Население по переписи 2001 года составляло 343 человека. Занимает площадь 6,511 км². Почтовый индекс — 81531. Телефонный код — 3231.

## История
В 1946 г. указом ПВС УССР село Угорцы-Винявские переименовано в Зелёный Гай.